# Silkeborg
A Comuna de Silkeborg (em dinamarquês: Silkeborg Kommune;  PRONÚNCIA) é um município dinamarquês situado no centro da península da Jutlândia.

O município tem uma área de 850,4 km² e uma  população de 93054 habitantes, segundo o censo de 2019.
O seu centro administrativo é a cidade de Silkeborg.
Pertence à Região da Jutlândia Central (Midtjylland).
As maiores localidades do município são Silkeborg, Sejs-Svejbæk, Virklund e Them. 

A cidade de Silkeborg está situada no interior do país, e localizada a 40 km a oeste de Aarhus.
Tem uma população de cerca de 44 333 habitantes (2017).
Possui indústrias de eletrónica, metalomecânica, têxtil e madeira.